# Aérodrome de Dunsfold
L'Aérodrome de Dunsfold (anciennement ICAO code EGTD) est un aérodrome situé dans le Surrey en Angleterre, à proximité du village de Cranleigh. Il s'étend sur le territoire des villages de Dunsfold et d'Alfold.

## Historique
Il a été construit par l'armée canadienne en tant que base pour les bombardiers. Il été sous le commandement de la Royal Canadian Air Force entre 1942 et 1944, et était connu sous le nom de Royal Canadian Air Force Station Dunsfold. Sous le contrôle de la RAF il s'appelait RAF Dunsfold.
Après la guerre il a été utilisé par Hawker Siddeley et son successeur British Aerospace.
Entre 2002 et 2020, il a été utilisé en tant que site principal par le show Top Gear de la BBC.
Un musée avec une collection de la seconde Guerre mondiale a été ouvert sur le site.

## Description
L'aérodrome comportait trois pistes pendant la guerre, mais seule la piste 07/25 d'une longueur de 1 675 m est encore ouverte. Il existe également une zone d'atterrissage pour hélicoptères.

## Utilisation au cinéma
Un Boeing 747-200 de British Airways a été acheté par Aces High Limited, une compagnie spécialisée dans la fourniture d'avions pour la télévision et le cinéma, et a été utilisé en 2006 lors du tournage du film Casino Royale.
L'aéroport de Dunsfold a également été utilisé lors du tournage du film War Machine sorti en 2017.